# Syderyczny okres obiegu
Syderyczny okres obiegu, inaczej okres gwiazdowy (od łac. sidereus 'gwiazdowy', sidus dpn. sideris 'gwiazda') – okres obiegu ciała niebieskiego po swojej orbicie, po upływie którego zajmuje ono taką samą pozycję w układzie odniesienia związanym z odległymi gwiazdami.